# Litvínov
Litvínov (in tedesco Leutensdorf) è una città della Repubblica Ceca facente parte del distretto di Most, nella regione di Ústí nad Labem.

## Monumenti e luoghi d'interesse
- Castello di Janov, nell'omonima frazione.